# مفاهيم الأيكيدو
مفاهيم الأيكيدو. هي أفكار التي تشكل الأساس الفلسفي في الأيكيدو الفن القتالي الياباني.

## أيكي
أيكي يعني بأن المدافع يدمج الدفاع في الهجوم أي دون اصطدام مع المهاجم، ثم يواصل السيطرة على المهاجم من خلال تطبيق القوة الداخلية أو الطاقة (كي) لأداء التقنيات. دمج مع حركات المهاجم يُمكّن لمطبق (أيكي) لمراقبة السيطرة على تصرفات المهاجم مع جهد قليل.